# Michail Jaroslavič Tverský
Michail Jaroslavič Tverský (rusky Михаил I Ярославич; 1271 – 22. listopadu 1318) byl kníže tverský v letech 1285–1318 a velkokníže vladimirský v letech 1304–1318. Poté, co byl (pravděpodobně falešně) obviněn, že jeho vinou přišla o život sestra chána Zlaté hordy Končaka, choť moskevského knížete Jurije III. Daniiloviče, kterou držel v důsledku války s jejím manželem v zajetí, byl předvolán k chánu Uzbekovi a na jeho příkaz popraven. Pravoslavná církev Michaila ctí jako světce.

## Život
Michail byl druhým synem Jaroslava III. Tverského. V roce 1294 se oženil s kněžnou Annou Rostovskou, dcerou knížete Dmitrije Rostovského, která se později také stala světicí pravoslavné církve. Měli pět dětí:
1. Dmitrij Tverský (1299–1326)
2. Alexandr Tverský (1301–1339)
3. Konstantin Tverský (1306–1346)
4. Vasilij Kašinský (zemřel po roce 1368)
5. Theodora

Ostatky knížete Michala byly převezeny do Moskvy do Kremlu a po roce do Tveru. Tam byly uloženy v kostele, který kníže postavil. V roce 1634 bylo zjištěno, že vladařovo tělo se nerozložilo, a bylo umístěno do otevřené hrobky. Kanonizován byl současně se svou ženou Annou v roce 1677 a je svatým patronem Tveru.